# Elaine Chao
Elaine Lan Chao (kineski:  趙小蘭, pinyin: Zhào Xiǎolán, Wade-Giles Chao Hsiao-lan; 26. ožujka 1953.-)  ministrica rada od 2001. godine. Ona je prva Amerikanka azijskog porijekla koja je ikada služila u federalnom kabinetu.
Rođena je na Tajvanu kao dijete šangajskog poduzetnika i kineske povjesničarke. S osam godina obitelj joj se preselila u SAD, gdje je stekla niz diploma iz ekonomije i menadžmenta. Ukupno ima oko 26 raznih akademskih titula dodijeljenih od strane visokih škola širom svijeta.
Većinu svoje karijere je provela u bankarstvu, ali i u raznim republikanskim administracijama. Predsjednik George H.W. Bush ju je 1989. godine imenovao zamjenicom sekretara za transport, a 1991. je postala direktoricom Mirovnog korpusa te ustanovila program te organizacije u post-komunističkoj Istočnoj Europi.
1990-ih je vodila United Way of America, te bila aktivna u konzervativnom trustu mozgova zvanom Fondacija Heritage.
Godine 2001. ju je George W. Bush imenovao ministricom za rad u svojoj administraciju, a tu dužnost obavlja i danas.
Elaine Chao je udana za Mitcha McConnella, republikanskog senatora iz Kentuckyja i glavnog "biča" u republikanskoj senatskoj frakciji.